# Poicephalus meyeri
Poicephalus meyeri е вид птица от семейство Папагалови (Psittacidae).

## Разпространение
Видът е разпространен в Ангола, Ботсвана, Бурунди, Еритрея, Етиопия, Замбия, Зимбабве, Камерун, Демократична република Конго, Кения, Малави, Мозамбик, Намибия, Руанда, Судан, Танзания, Уганда, Централноафриканската република, Чад, Южна Африка и Южен Судан.